# Sisimiuts kommun
Sisimiuts kommun var en kommun på Grönland fram till 1 januari 2009. Från detta datum ingår Sisimiut i den nya storkommunen Qeqqata. sisimiut låg i amtet Kitaa. Huvudort var Sisimiut.

## Byar
- Itilleq
- Sarfannguaq
- Kangerlussuaq (da.: Søndre Strømfjord)